# Storporig brandticka
Storporig brandticka (Pycnoporellus alboluteus) är en svampart som först beskrevs av Ellis & Everh., och fick sitt nu gällande namn av Kotl. & Pouzar 1963. Enligt Catalogue of Life ingår Storporig brandticka i släktet Pycnoporellus,  och familjen Fomitopsidaceae, men enligt Dyntaxa är tillhörigheten istället släktet Pycnoporellus,  och familjen Polyporaceae. Arten är reproducerande i Sverige. Inga underarter finns listade i Catalogue of Life.
Arten är fridlyst i Sverige. 

## Bildgalleri

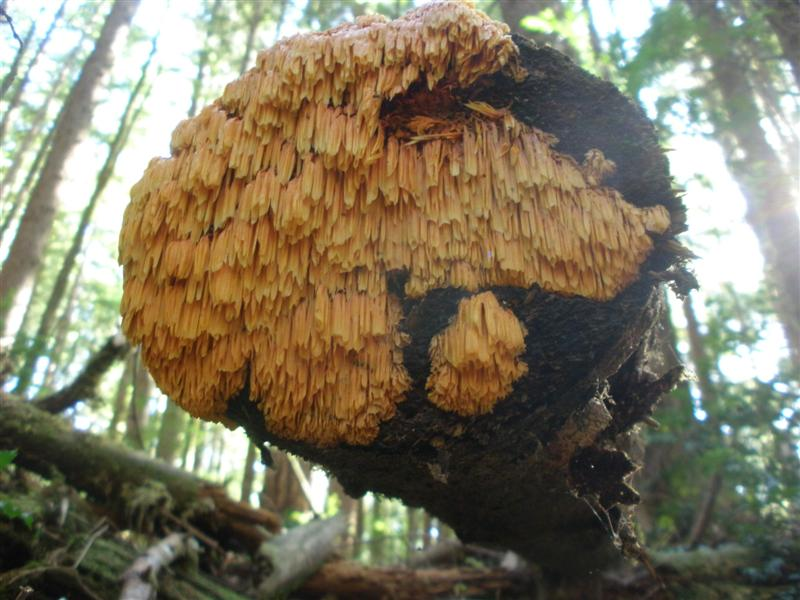
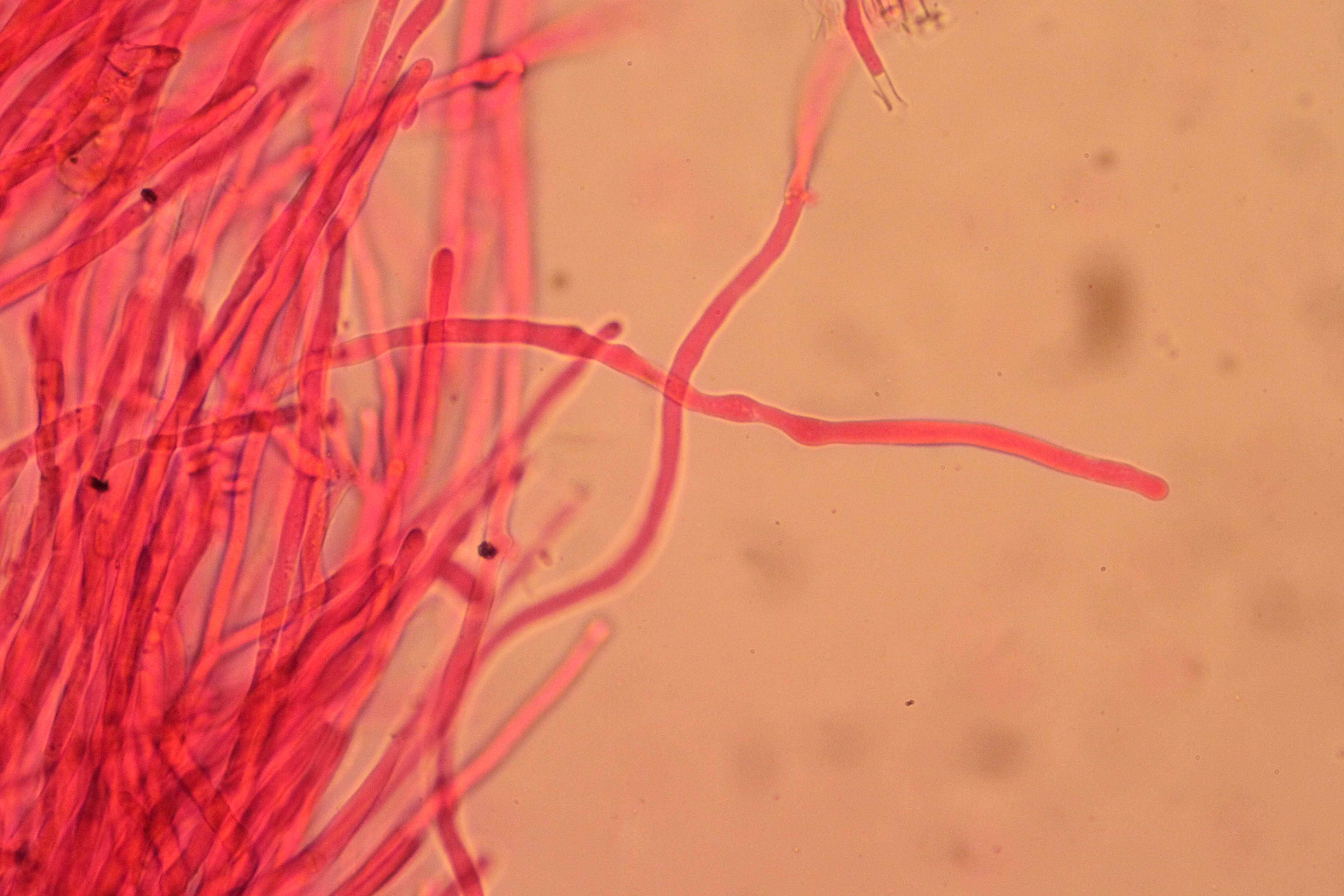
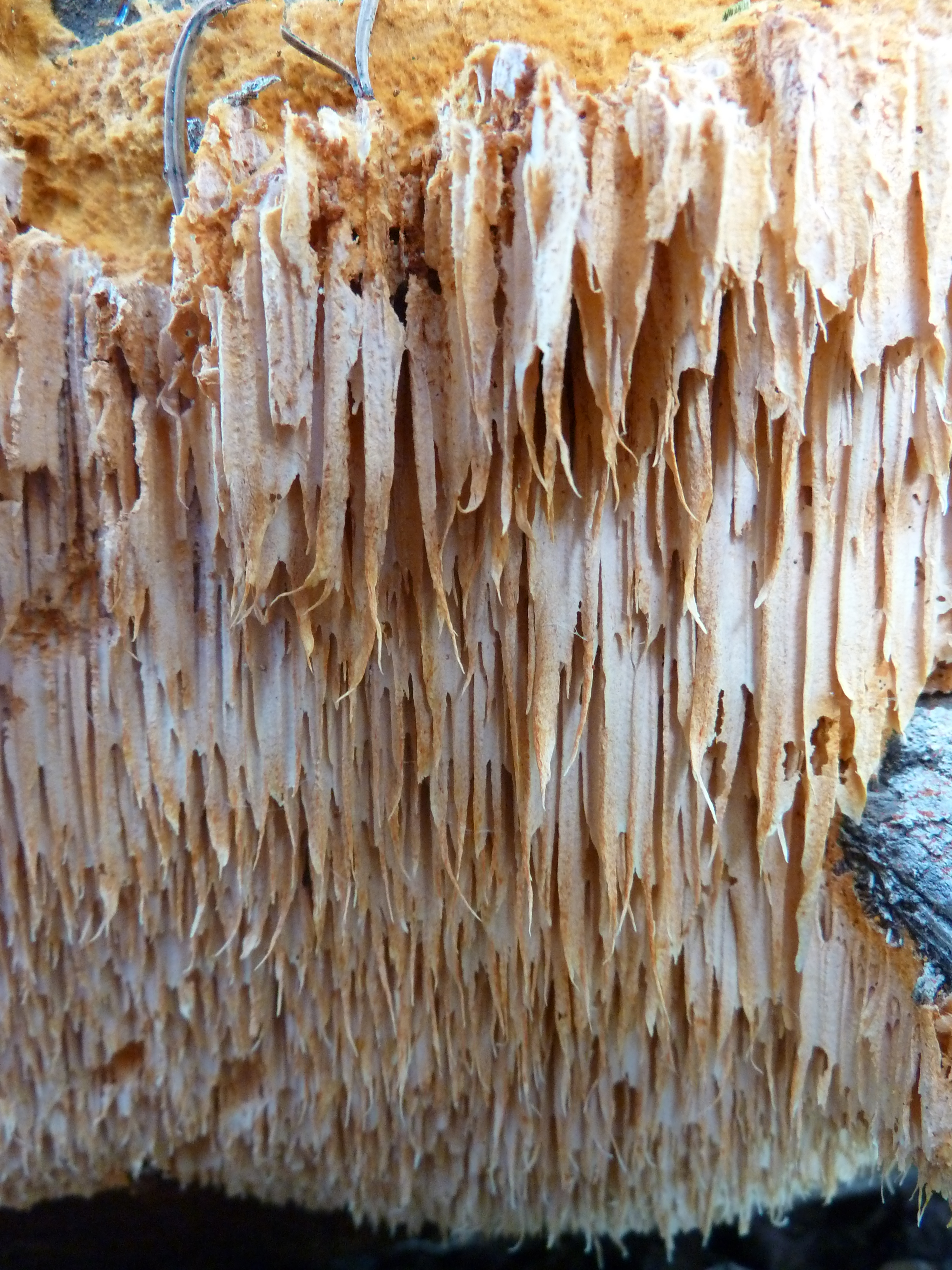